# Endemol Southern Star
Endemol Southern Star é uma produtora de televisão australiana formada por uma junção entre Southern Star Group e Endemol.

## Programas
- Big Brother Brasil Ten Network (2001-2008)
- Heelers Azul- Seven Network (1994-2006)
- Deal or No Deal- Seven Network (2003, 2004-presente, conjunta por um Sete News de produção)
- Investigadores forenses- Seven Network (2004-2006)

Games Night *sexta-feira- Ten Network (2006-2006)
- Ready Steady Cook- Network Ten (2005-presente)
- O Up-Late Game Show- Ten Network (2005)
- 1 vs 100- Nine Network (2007)
- Gladiators- Seven Network (2008)
- Wipeout Austrália- Nine Network (2009)
- Beauty and the Geek Austrália- Seven Network (2009 - presente)
- The Marriage Ref- Seven Network (em espera)